# Skalivski Hutorî, Novoarhanhelsk
Skalivski Hutorî (în ucraineană Скалівські Хутори) este localitatea de reședință a comunei Skalivski Hutorî din raionul Novoarhanhelsk, regiunea Kirovohrad, Ucraina.

## Demografie
Componența lingvistică a localității Skalivski Hutorî
     Ucraineană (97,28%)
     Rusă (1,43%)
     Română (1,14%)
Conform recensământului din 2001, majoritatea populației localității Skalivski Hutorî era vorbitoare de ucraineană (97,28%), existând în minoritate și vorbitori de rusă (1,43%) și română (1,14%).